# 라플라스 변환
라플라스 변환(Laplace transform)은 어떠한 함수 {\displaystyle f(t)}에서 다른 함수로의 변환으로, 선형 동역학계와 같은 미분 방정식을 풀 때 유용하게 사용된다. 피에르시몽 라플라스의 이름을 따 붙여졌다.
라플라스 변환을 이용하면, 미분 방정식을 계수방정식으로 변환하여, 문제들을 쉽게 해결할 수 있는 장점이 있다. 초기값 문제의 경우 일차적으로 일반해를 구하는 단계가 필요없게 되고, 비제차 미분방정식의 경우에는 대응하는 제차미분방정식을 먼저 풀 필요가 없다. 라플라스 변환은 주어진 식을 간단한 식으로 변환한 뒤, 변형된 식을 푼다. 그리고 그렇게 풀어진 해를 다시 원식으로 변환한다.

## 정의
함수 {\displaystyle f(t)}의 라플라스 변환은 모든 실수 t ≥ 0 에 대해, 다음과 같은 함수 {\displaystyle F(s)}로 정의된다.
{\displaystyle F(s)={\mathcal {L}}\left\{f\right\}(s)=\int _{0^{-}}^{\infty }e^{-st}f(t)\,dt.}
여기서 {\displaystyle 0^{-}}는 {\displaystyle \lim _{\epsilon \rightarrow 0+}-\epsilon }를 간단히 나타낸 것이고 복소수 {\displaystyle s=\sigma +i\omega \,}, σ와 ω는 실수이다.
실제 사용시에는 엄밀히 정확하지는 않지만 {\displaystyle F(s)={\mathcal {L}}\left\{f(t)\right\}}로 표기하기도 한다.

## 성질

### 선형성
{\displaystyle {\mathcal {L}}\left\{af(t)+bg(t)\right\}=a{\mathcal {L}}\left\{f(t)\right\}+b{\mathcal {L}}\left\{g(t)\right\}}

### 미분
{\displaystyle {\mathcal {L}}\{f'\}=s{\mathcal {L}}\{f\}-f(0)}
{\displaystyle {\mathcal {L}}\{f''\}=s^{2}{\mathcal {L}}\{f\}-sf(0)-f'(0)}
{\displaystyle {\mathcal {L}}\left\{f^{(n)}\right\}=s^{n}{\mathcal {L}}\{f\}-s^{n-1}f(0)-\cdots -f^{(n-1)}(0)}
{\displaystyle {\mathcal {L}}\{tf(t)\}=-F'(s)}
{\displaystyle {\mathcal {L}}\{t^{n}f(t)\}=(-1)^{n}F^{(n)}(s)}
{\displaystyle {\mathcal {L}}\left\{{\frac {f(t)}{t}}\right\}=\int _{s}^{\infty }F(\sigma )\,d\sigma }

### 적분
{\displaystyle {\mathcal {L}}\left\{\int _{0}^{t}f(\tau )\,d\tau \right\}={\mathcal {L}}\left\{u(t)*f(t)\right\}={1 \over s}F(s)}

### tshifting
{\displaystyle {\mathcal {L}}\left\{f(t-a)u(t-a)\right\}=e^{-as}F(s)}
{\displaystyle {\mathcal {L}}^{-1}\left\{e^{-as}F(s)\right\}=f(t-a)u(t-a)}
참고: {\displaystyle u(t)}는 층계 함수이다.

### 합성곱
{\displaystyle {\mathcal {L}}\{f*g\}={\mathcal {L}}\{f\}{\mathcal {L}}\{g\}}

### 주기가 p인주기함수의 라플라스 변환
{\displaystyle {\mathcal {L}}\{f\}={1 \over 1-e^{-ps}}\int _{0}^{p}e^{-st}f(t)\,dt}

## 역변환
함수 {\displaystyle f(t)}의 라플라스 변환을 {\displaystyle F(s)}라 하면 다음 식을 통해 {\displaystyle F(s)}로부터 {\displaystyle f(t)}를 구할 수 있다.
{\displaystyle f(t)={\frac {1}{2\pi i}}\int _{a-i\infty }^{a+i\infty }F(s)e^{st}\,ds,\quad i={\sqrt {-1}}.}
하지만 보통 위의 계산을 직접 하기 보다는 이미 알려져 있는 라플라스 변환들을 이용해 역변환을 구하는 것이 쉽다. 예를 들어
{\displaystyle F(s)={\frac {1}{s^{2}+3s+2}},}
로 {\displaystyle F(s)}가 주어져 있는 경우 부분분수 분해를 통해
{\displaystyle F(s)={\frac {1}{s^{2}+3s+2}}={\frac {1}{s+1}}-{\frac {1}{s+2}},}
를 얻게되고 라플라스 변환의 선형성으로부터 {\displaystyle f(t)}는 다음과 같다.
{\displaystyle {\begin{aligned}f(t)&={\mathcal {L}}^{-1}\left\{{\frac {1}{s+1}}\right\}-{\mathcal {L}}^{-1}\left\{{\frac {1}{s+2}}\right\}\\&=e^{-t}-e^{-2t},\quad t\geq 0.\end{aligned}}}

## 미분방정식의 풀이

### 상수 계수를 갖는 선형 상미분 방정식
다음과 같은 {\displaystyle n}차 연립 상미분 방정식을 고려하자
{\displaystyle {\dot {\mathbf {x} }}(t)=\mathbf {A} \mathbf {x} (t)+\mathbf {B} \mathbf {u} (t).}
양변에 라플라스 변환을 취하면
{\displaystyle s\mathbf {X} (s)-\mathbf {x} (0)=\mathbf {A} \mathbf {X} (s)+\mathbf {B} \mathbf {U} (s),}
이고 이를 {\displaystyle \mathbf {X} (s)}에 관해 정리하면
{\displaystyle \mathbf {X} (s)=(s\mathbf {I} -\mathbf {A} )^{-1}\mathbf {x} (0)+(s\mathbf {I} -\mathbf {A} )^{-1}\mathbf {B} \mathbf {U} (s),}
이다. 따라서, {\displaystyle \mathbf {x} (t)}는 다음과 같다.
{\displaystyle \mathbf {x} (t)=\exp \left[\mathbf {A} t\right]\mathbf {x} (0)+\int _{0}^{t}\exp \left[\mathbf {A} (t-\tau )\right]\mathbf {B} \mathbf {u} (\tau )\,d\tau .}

## 참고 문헌
1. ↑  Kreyszig, E. (2006). 《Advanced Engineering Mathematics》 9판. John Wiley & Sons. ISBN 978-0-471-72897-9.
2. ↑  Chen, C.-T. (2009). 《Linear System Theory and Design》 3판. Oxford University Press. ISBN 978-0-19-539207-4.

## 같이 보기
- 푸리에 변환
- Z변환